# Maričiće
Maričiće (izvirno srbsko Маричиће) je naselje v Srbiji, ki upravno spada pod Občino Kuršumlija; slednja pa je del Topliškega upravnega okraja.

## Demografija
V naselju živi 53 polnoletnih prebivalcev, pri čemer je njihova povprečna starost 53,7 let (50,0 pri moških in 57,7 pri ženskah). Naselje ima 24 gospodinjstev, pri čemer je povprečno število članov na gospodinjstvo 2,25.
To naselje je, glede na rezultate popisa iz leta 2002, večinoma srbsko.
|  |

| Demografija | Demografija     | Demografija     |
| Leto        | Št. prebivalcev | Št. prebivalcev |
| ----------- | --------------- | --------------- |
|             |                 |                 |
|             |                 |                 |
|             |                 |                 |
|             |                 |                 |
| 1948        | 267             |                 |
| 1953        | 248             |                 |
| 1961        | 182             |                 |
| 1971        | 129             |                 |
| 1981        | 109             |                 |
| 1991        | 72              | 72              |
| 2002        | 54              | 54              |
|             |                 |                 |

| Etnična sestava po popisu iz leta 2002 | Etnična sestava po popisu iz leta 2002 | Etnična sestava po popisu iz leta 2002 | Etnična sestava po popisu iz leta 2002 | Etnična sestava po popisu iz leta 2002 |
| -------------------------------------- | -------------------------------------- | -------------------------------------- | -------------------------------------- | -------------------------------------- |
| Srbi                                   | Srbi                                   |                                        | 49                                     | 90,74%                                 |
| Neznano                                | Neznano                                |                                        | 0                                      | 0,0%                                   |